# Anthurium roraimense
Anthurium roraimense là một loài thực vật có hoa trong họ Ráy (Araceae). Loài này được N.E.Br. ex Oliv. miêu tả khoa học đầu tiên năm 1887.